# إحسان إيروغلو
احسان ايروغلو هي ممثلة تركية ولدت في (27 أكتوبر 1994).

## الحياة الشخصية
ولدت إحسان في تشورلو، حيث درست التربية البدنية في جامعة ايجه. التحقت بفريق كرة الطائرة منذ طفولتها واستمرت في اللعب لمدة تقارب 12 عامًا. قدمت بعض الإعلانات التجارية، كما درست التمثيل والمسرح في أكاديمية قبل دخولها عالم الفن.

## الحياة الفنية
قدمت بعض الإعلانات التجارية، اخذت دروس في التمثيل والمسرح ودخلت عالم الفن في عام 2015.

### أعمالها
- قدمت أول أدوارها في المسلسل التركي الشهير (القرن العظيم) والمعروف في النسخة العربية باسم (حريم السلطان) وذلك في عام 2015 .
- قصة هابيل قابيل الحديثة.
- عروس اسطنبول في عام 2017 .
- من أجل بناتي.
- الغراب في عام 2019 .
- شاركت أيضاً في مسلسل (أمي).
- الألوان.
- القدر الأسود.
- اتصل بمدير أعمالي في عام 2020
- العبقري (2024)

## روابط خارجية
احسان ايروغلو على موقع قاعدة بيانات الأفلام على الإنترنت